# Les Trois Philosophes
Les Trois Philosophes est une peinture à l'huile sur toile  de 125,5 × 146,2 cm attribuée à l'artiste italien de la Haute Renaissance Giorgione, réalisée entre 1505 et 1509. Il montre trois philosophes, un jeune, un d'âge moyen et un âgé. L'œuvre a été commandée par le noble Vénitien Taddeo Contarini, un marchand vénitien s'intéressant à l'occulte et à l'alchimie. L'œuvre a été achevée par Sebastiano del Piombo un an avant la mort du peintre. Il s'agit de l'une des dernières peintures de Giorgione, exposée au Kunsthistorisches Museum à Vienne.

## Description
L'œuvre Les Trois Philosophes a été achevée vers 1509, et son titre actuel dérive d'un écrit de Marcantonio Michiel (1484–1552) qui l'a vue dans une villa vénitienne. L'ensemble des trois personnages représentés est allégorique : un vieil homme barbu, peut-être un philosophe grec ; un philosophe persan ou arabe  et un jeune homme assis, dans un paysage naturel. En arrière-plan figure un village avec quelques montagnes,  dont une lointaine  d'un bleu atmosphérique. Le jeune homme observe une grotte à gauche de la scène et semble la mesurer avec quelques instruments. Depuis la fin du XIXe siècle, les érudits et les critiques ont rejeté l'idée antérieure selon laquelle il s'agirait d'une représentation des trois rois mages rassemblés devant la grotte de Jésus,.

"Détails
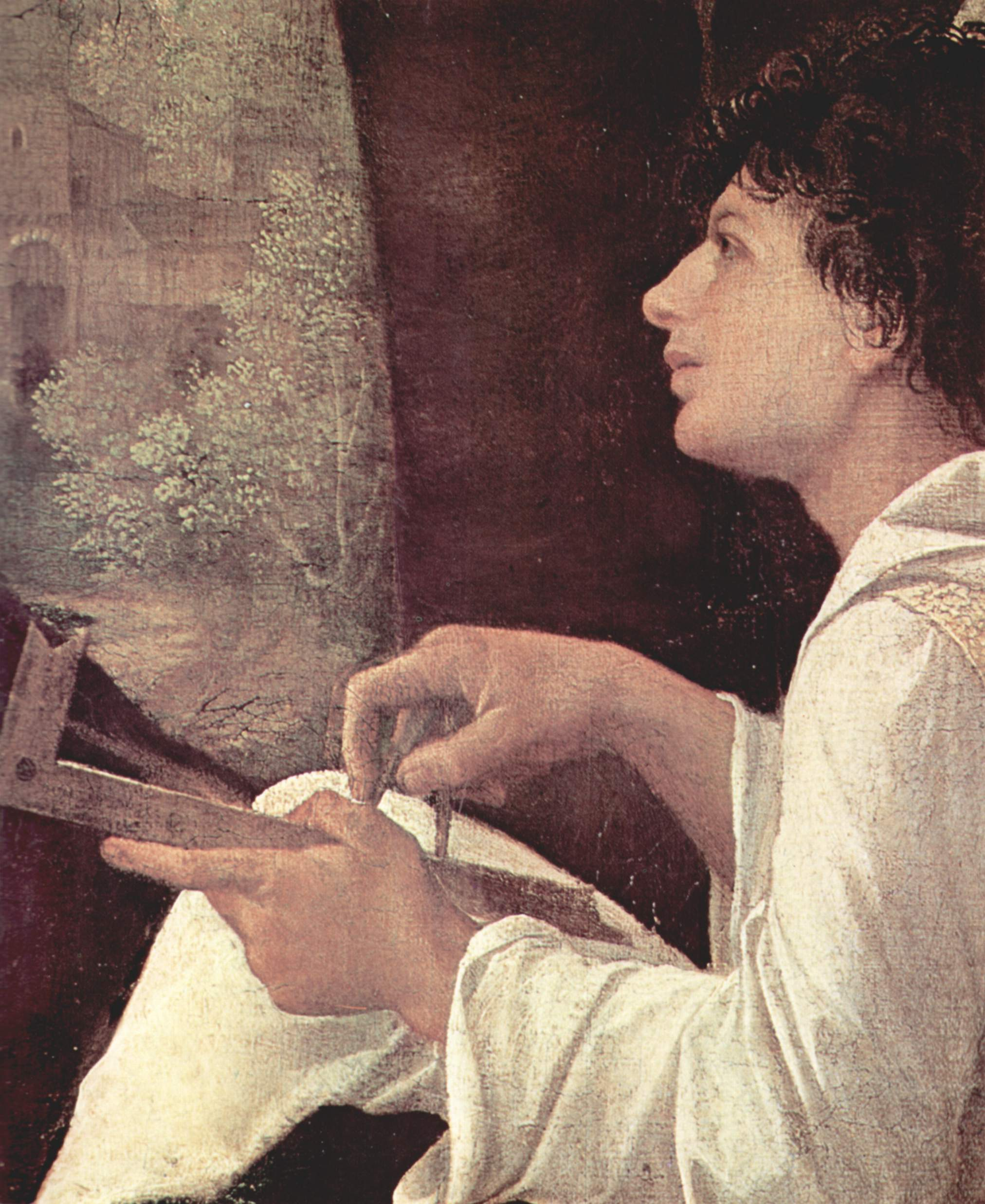
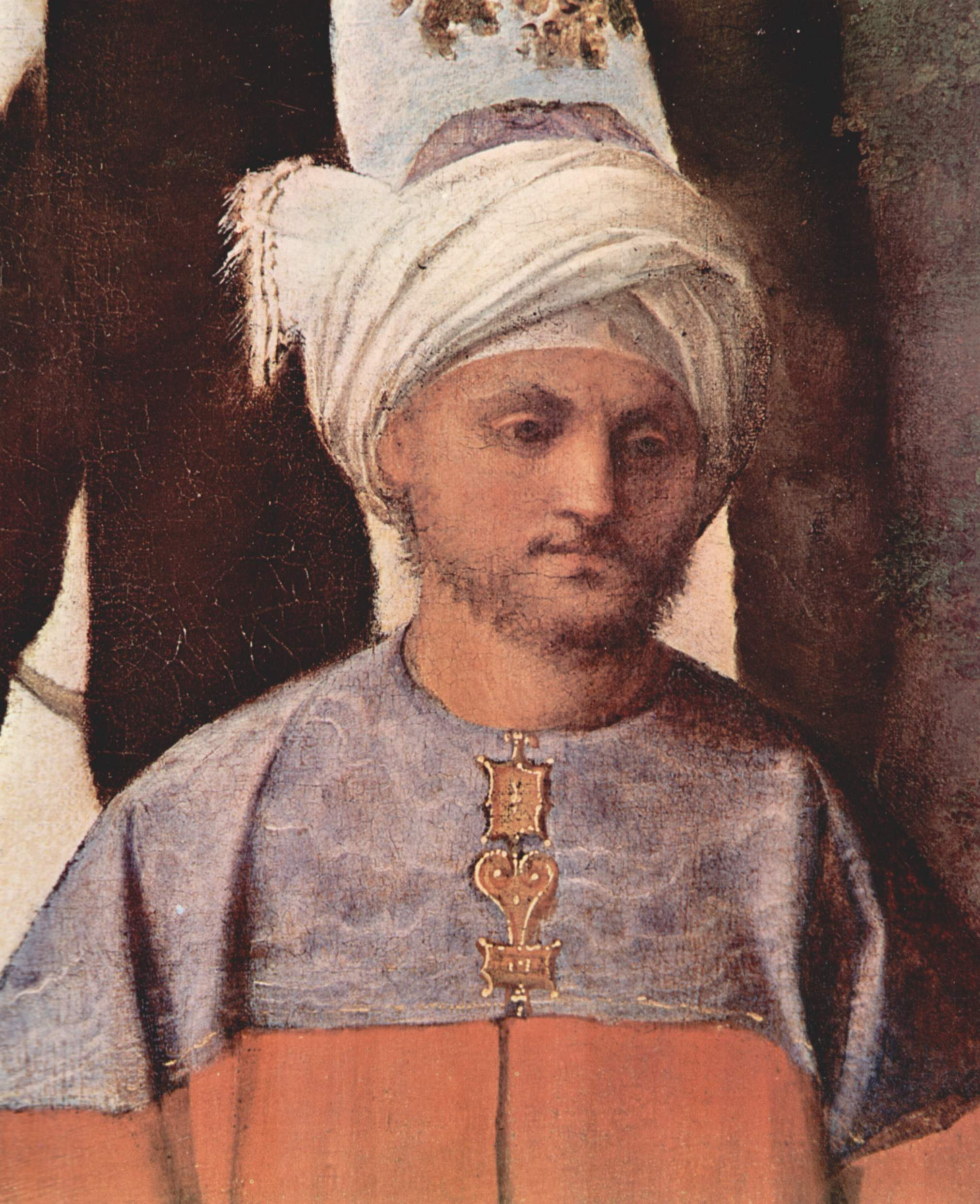
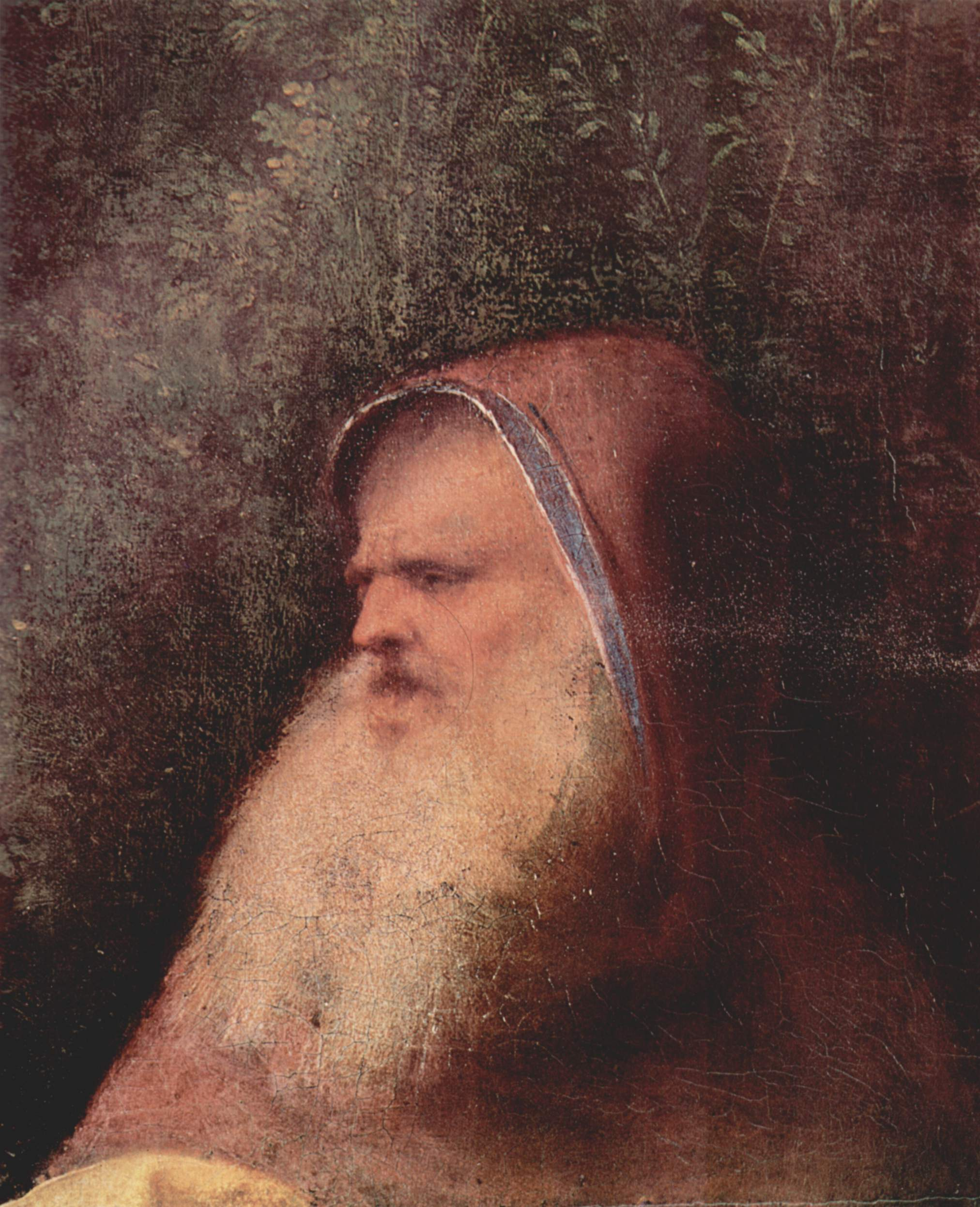
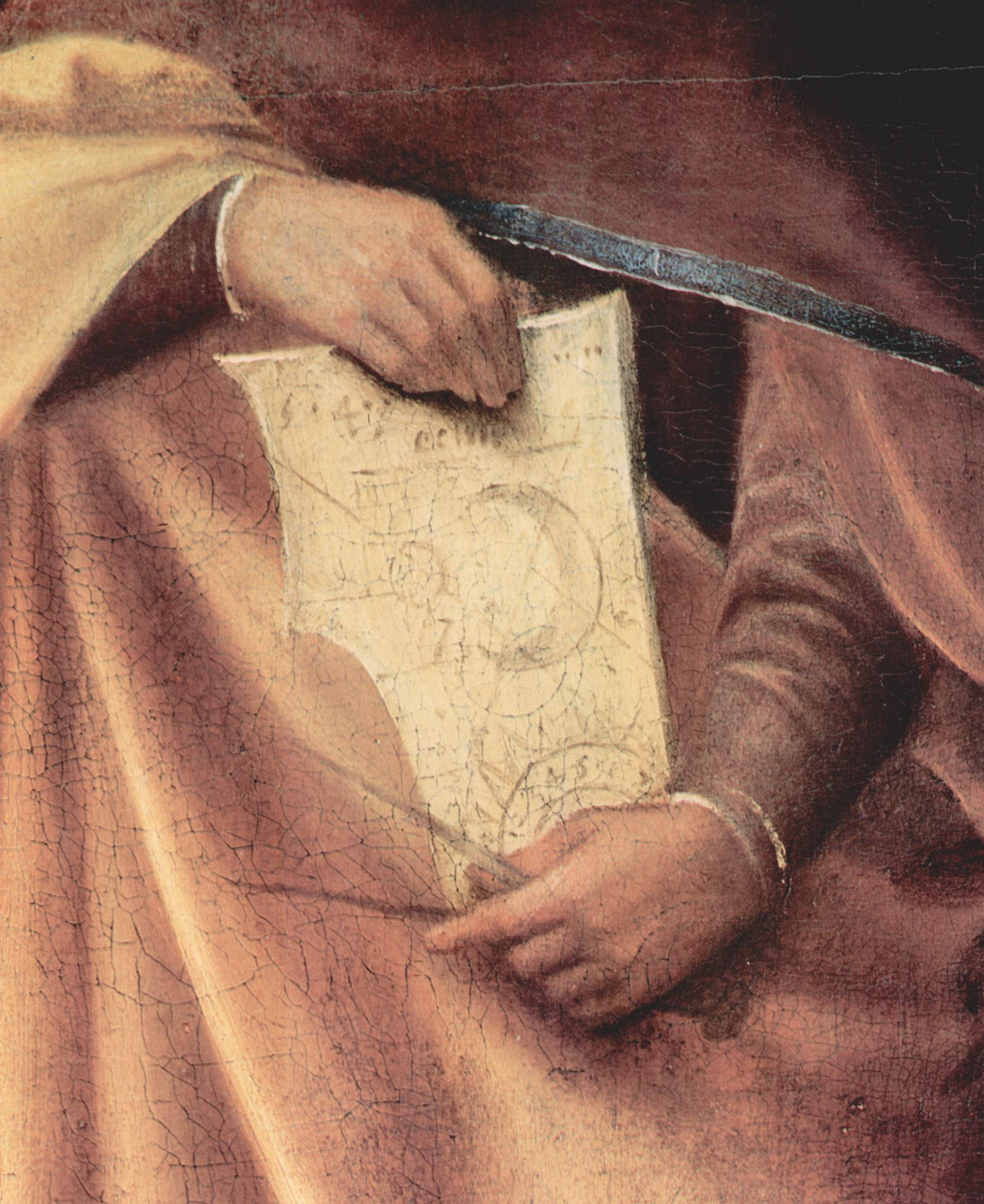

- Détails de l'œuvre Les Trois Philosophes

## Interprétations
Diverses interprétations de l'œuvre de Giorgione ont été proposées. Les Trois Philosophes, le vieil homme, la figure arabe et le jeune homme, pourraient être une représentation de la transmission du savoir, la transmission des classiques de la philosophie grecque antique à travers les traductions arabes redevenue d'actualité lors de la Renaissance italienne. Le vieil homme représenterait un philosophe grec, Platon ou Aristote, dont les écrits ont été copiés et transmis à travers les philosophes arabes jusqu'à la Renaissance italienne. Le philosophe arabe représente peut-être la polymathie d'Avicenne ou d'Averroès, à la fois des philosophes et des scientifiques arabes de l'Âge d'or de l'Islam,.
Le jeune homme pourrait être considéré comme la nouvelle science de la Renaissance avec des racines dans le passé, regardant dans l'obscurité de la grotte, symbolisant les savoirs inconnus. La grotte pourrait également symboliser le concept philosophique de l'allégorie de la caverne de Platon.
Au début du XXe siècle, dans une note, GC Williamsom  déclare que « l'œuvre représente Évandre et son fils Pallas montrant à Énée le futur site de Rome ». Neil K. MacLennan et Ross S. Kilpatrick évoquent la possibilité que les trois hommes soient le roi Salomon, Hiram I, le roi de Tyr et Hiram Abiff.
La figure du jeune homme pouvant être inscrite dans un triangle rectangle auquel s'applique le théorème de Pythagore, Carina Zeleny, s'appuyant sur une lecture de Polydore Virgile propose que les philosophes soient Pythagore, Phérécyde de Syros et Thalès. Thalès été décrit comme un Juif, tandis que Phérécyde était supposé à tort être un Syrien.  Cette interprétation est rectifiée par Frank Keim qui affirme que le philosophe plus âgé est en fait Aristarque de Samos.
D'autres chercheurs affirment que les figures sont des représentations typiques de trois stades de l'humanité (jeunesse, maturité et vieillesse), trois époques de la civilisation européenne (Antiquité, Moyen Âge, Renaissance), les trois religions abrahamiques ou encore une combinaison de ces conceptions.
Augusto Gentili propose que l'image illustre l'attente de l'Antéchrist, basée sur l'astrologie conjoncturiste. Sur la feuille tenue par le philosophe le plus âgé, on peut lire le mot « éclipse » et un diagramme astronomique. À l'époque, la croyance admettait que la grande conjonction de 1503 et l'éclipse de la même année étaient des signes annonçant sa venue.

## Theatrum Pictorium
Cette peinture est documentée dans le catalogue de David Teniers le Jeune Theatrum Pictorium de la collection d'art de l'archiduc Léopold-Guillaume de Habsbourg en 1659 et en 1673,. Les copies des objets exposés ont longtemps été reconnues comme une ressource historique précieuse.

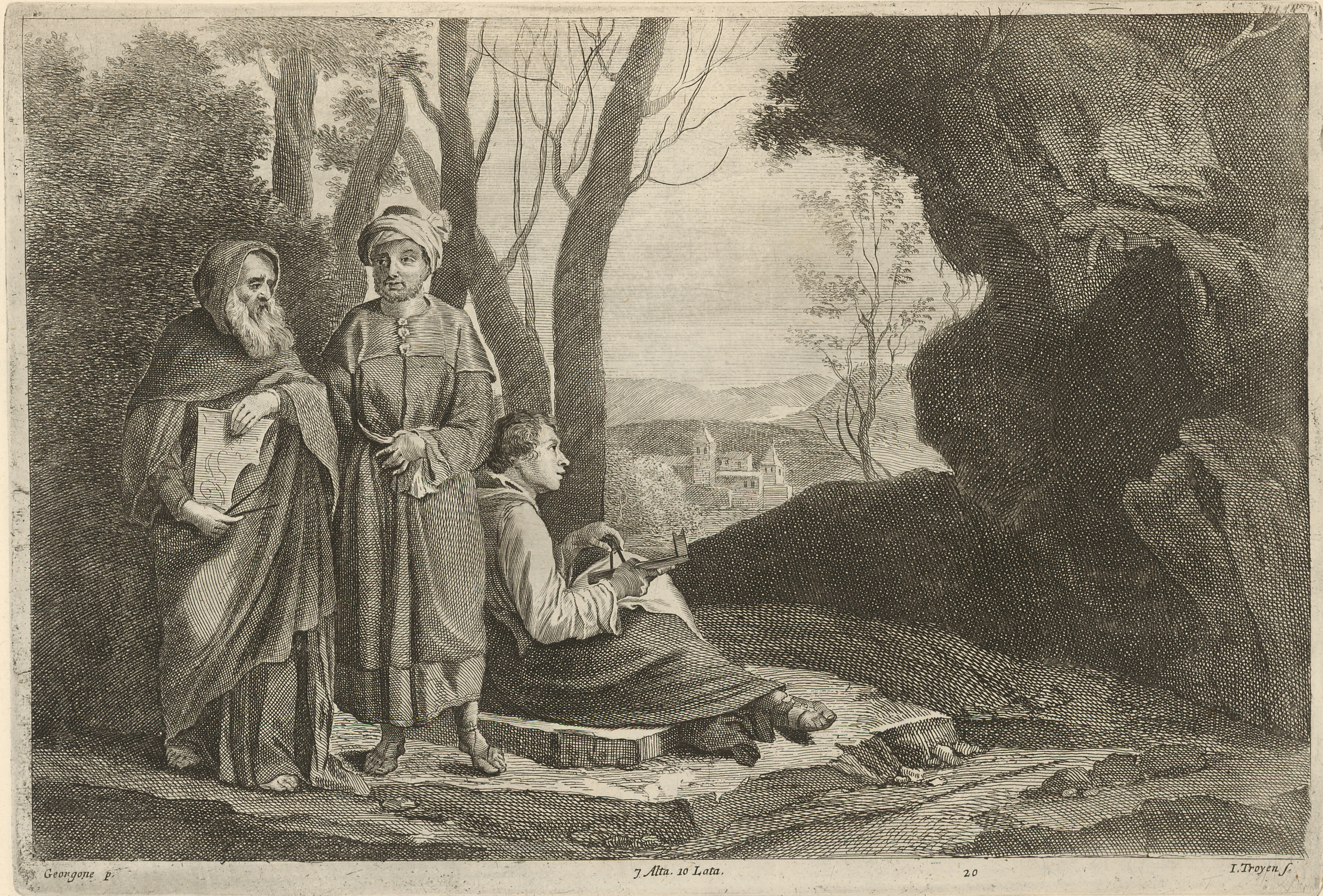
1673, gravure du catalogue de Teniers, par Jan van Troyen (en).
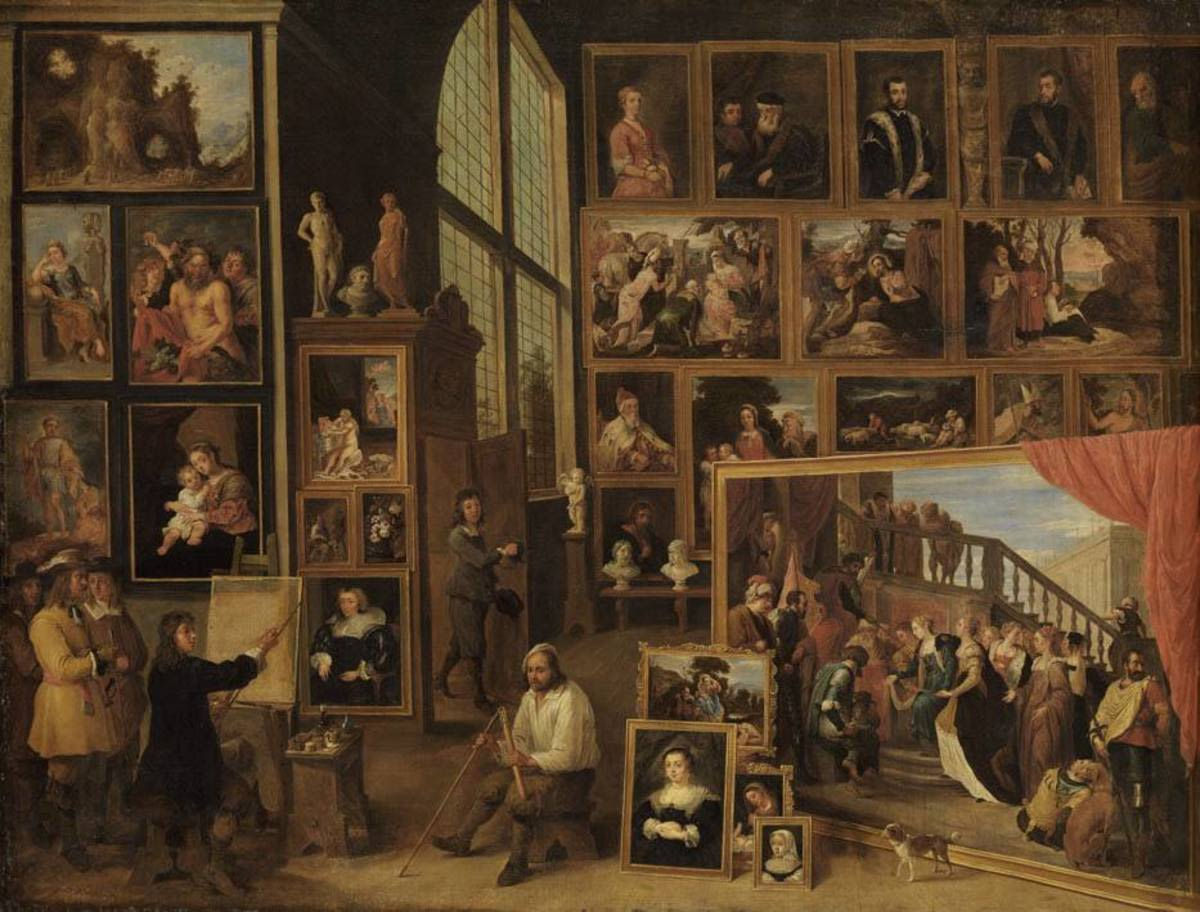
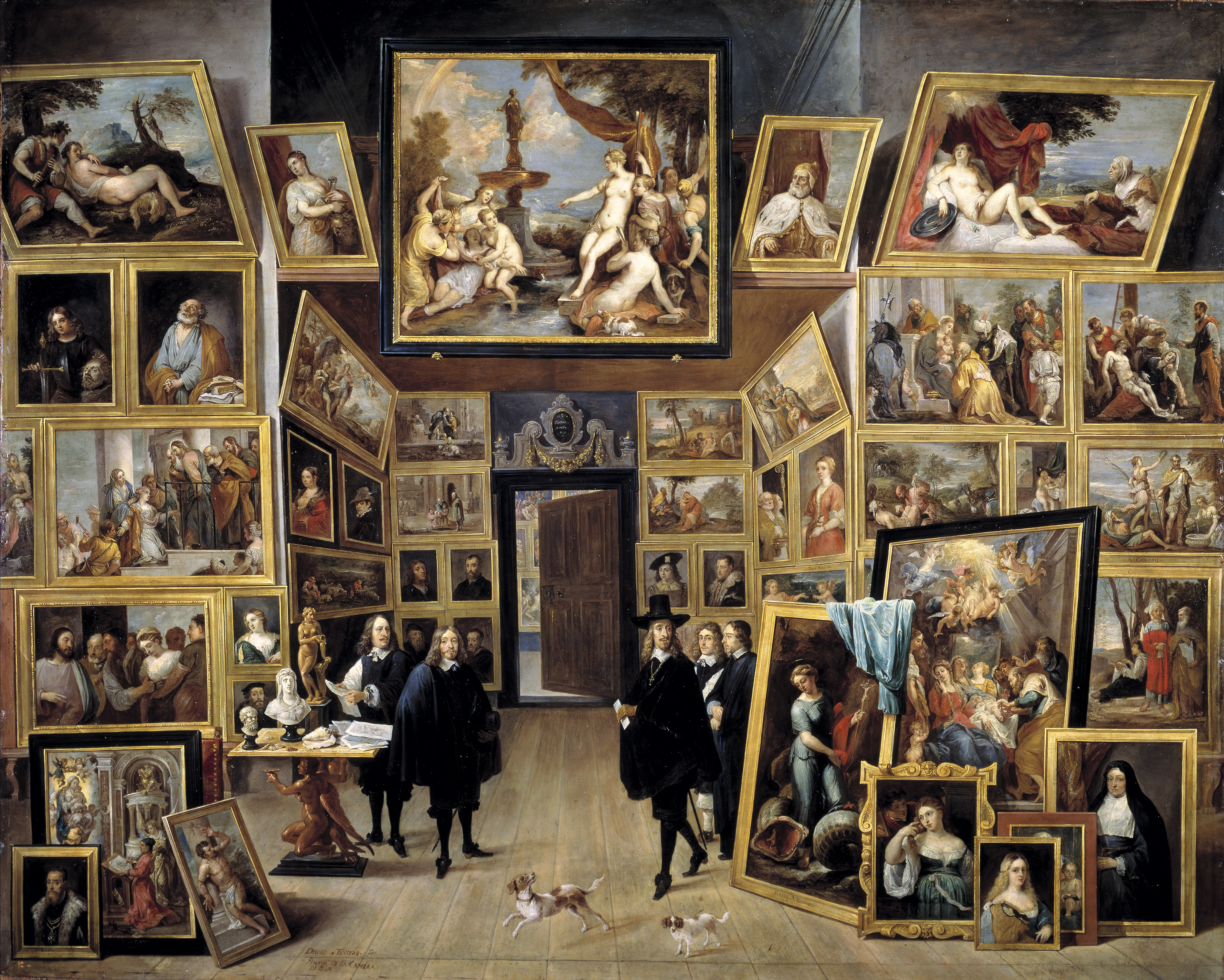
En 1650.
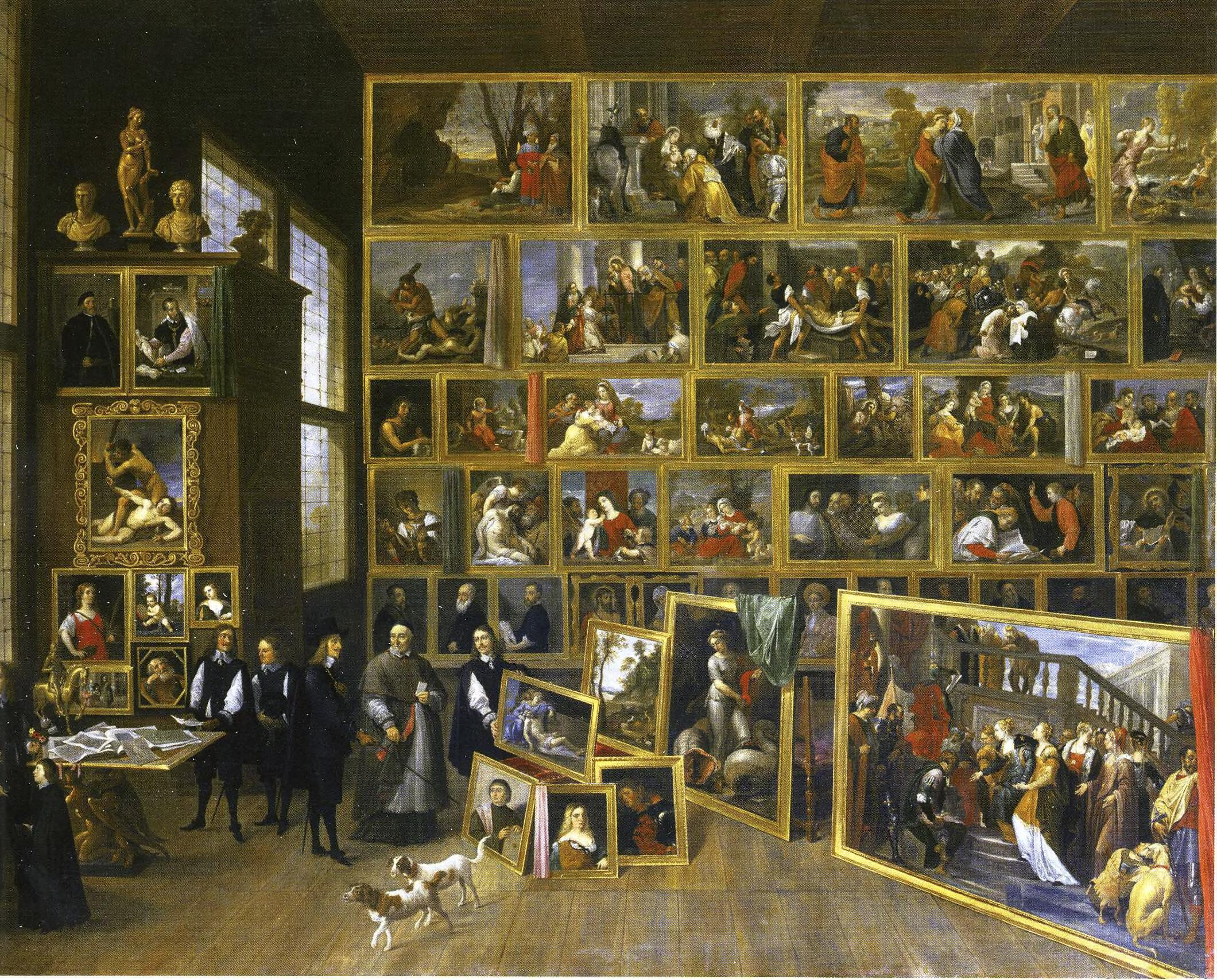
Galerie de l'archiduc Léopold Wilhelm à Bruxelles, 1651.
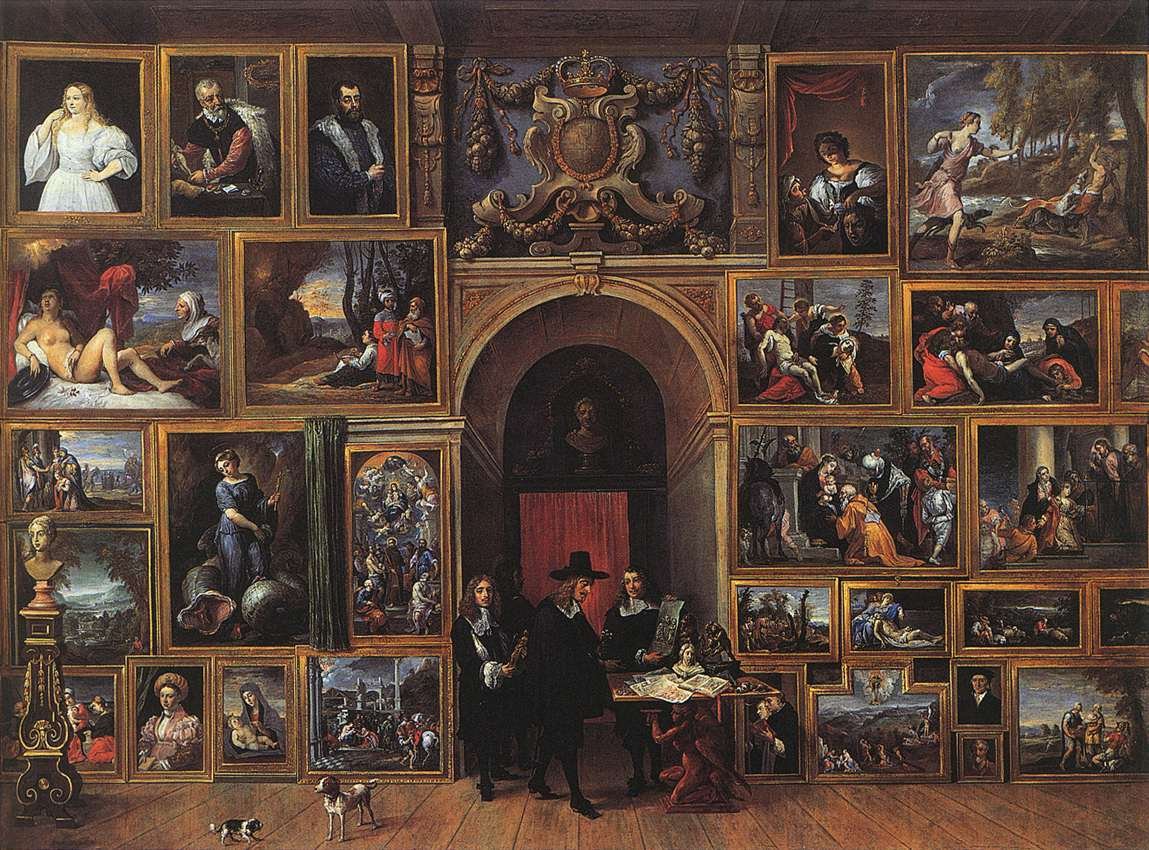
L'archiduc Léopold-Guillaume dans sa galerie à Bruxelles, tableau de David Teniers le Jeune où figurent Les Trois Philosophes

La peinture est exposée au Kunsthistorisches Museum de Vienne. Tout en travaillant sur cette image, David Teniers le Jeune a fait des petites copies miniatures de chaque image comme études pour le grand tableau final, représentant la collection du duc. Dans cet exemplaire qui mesure 21,5 × 30,9 cm il a mis un trident dans la main de l'homme le plus âgé, mais cela ne figure pas dans la peinture originale ni dans le tableau final dans la galerie à Bruxelles de  l'archiduc Léopold Guillaume,. Dans la peinture originale, le vieil homme tient un script, peut-être être une allusion à l'arme de Poséidon, le dieu de la mer dans la mythologie classique, mais ceci n'est que la spéculation de David Teniers le Jeune.

## Postérité
Le tableau fait partie du musée imaginaire de l'historien français Paul Veyne, qui le décrit dans son ouvrage justement intitulé Mon musée imaginaire.